# Raimund Schedelberger
Raimund Schedelberger OCist; (* 6. Februar 1696 in Ottensheim; † 14. September 1753 in Wilhering) war ein österreichischer Zisterzienser. Von 1750 bis 1753 amtierte er als Abt des Klosters Wilhering.

## Leben
Raimund Schedelberger diente zunächst als Subprior im Kloster Wilhering, bevor er ab dem 28. September 1731 bis zum 21. Juli 1741 als Administrator mit der Verwaltung des Wilheringer Tochterklosters Engelszell beauftragt wurde. Nach dem Tod von Abt Johann (IV.) Baptist Hinterhölzl am 6. Februar 1750 wurde Raimund Schedelberger am 16. April 1750 nach kanonischem Recht zum neuen Abt des Stiftes Wilhering gewählt. Seine Amtszeit war nur von kurzer Dauer beschieden, da er bereits am 14. September 1753 starb. Schedelberger, dem große Herzensgüte nachgesagt wurde, zeichnete sich jedoch auch durch eine „übergroße Freizügigkeit gegen jedermann“ aus, wie es das Wilheringer Totenbuch noch zu berichten weiß. Seine Nachfolge trat der am 22. November 1753 gewählte Abt Alan Aichinger an.